# Джон Паскін Тейлор
Джон Паскін Тейлор (англ. John Paskin Taylor, 18 березня 1928 — 9 березня 2015) — британський хокеїст на траві.
Бронзовий призер Олімпійських Ігор 1952 року.